# Zitadelle Lille

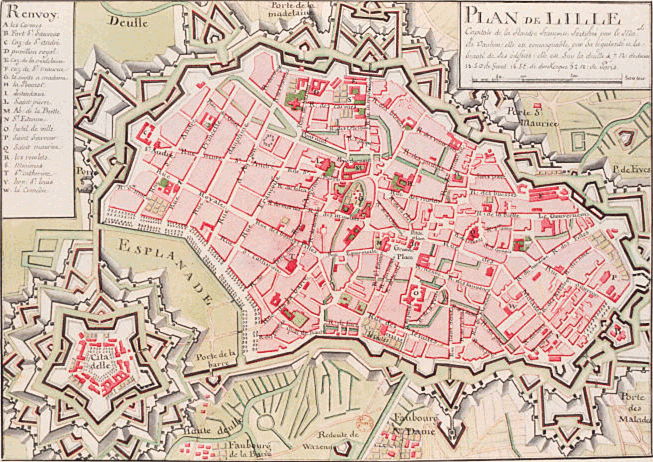
Plan der Stadt mit der Zitadelle

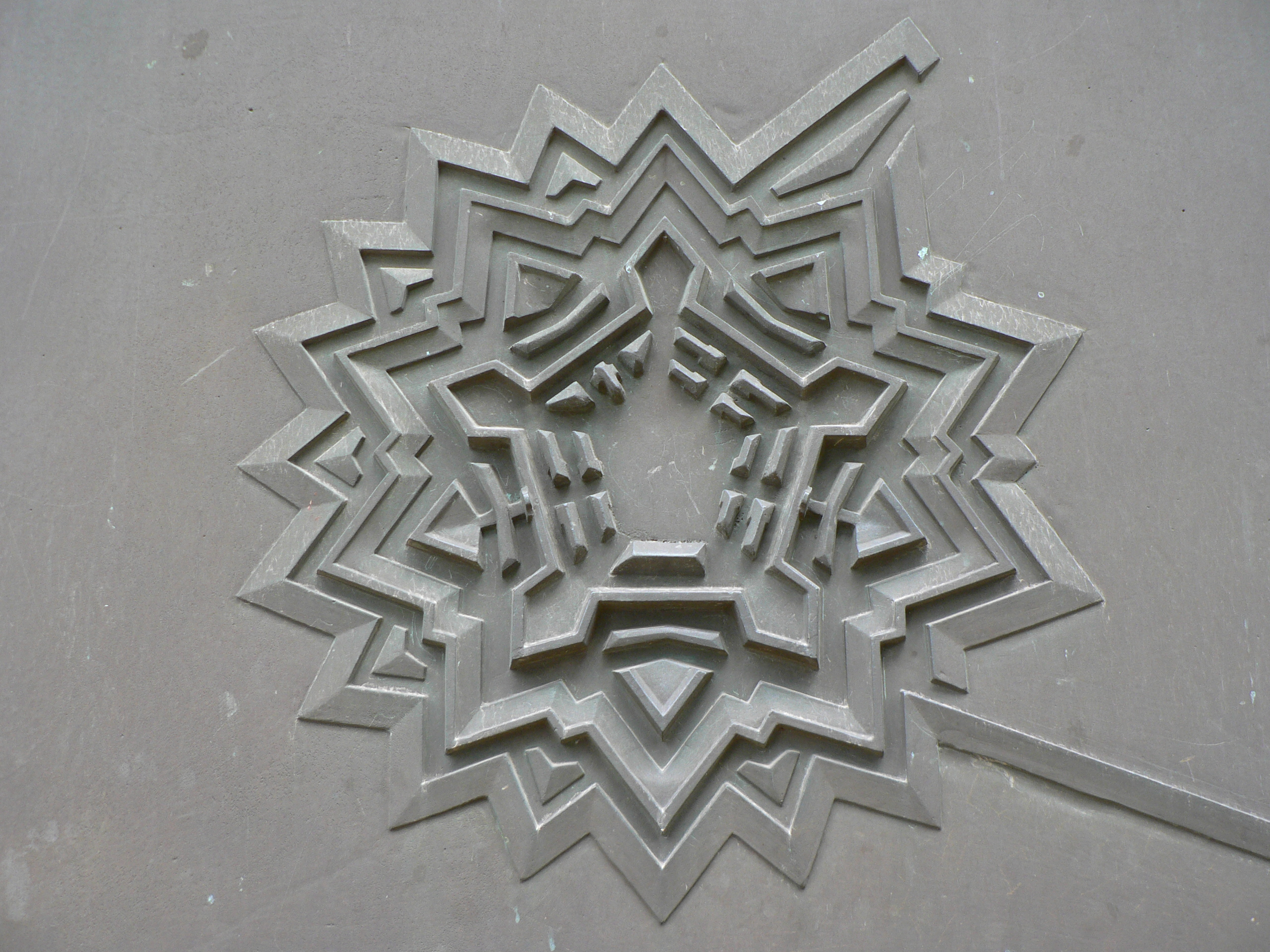
Plan der Zitadelle

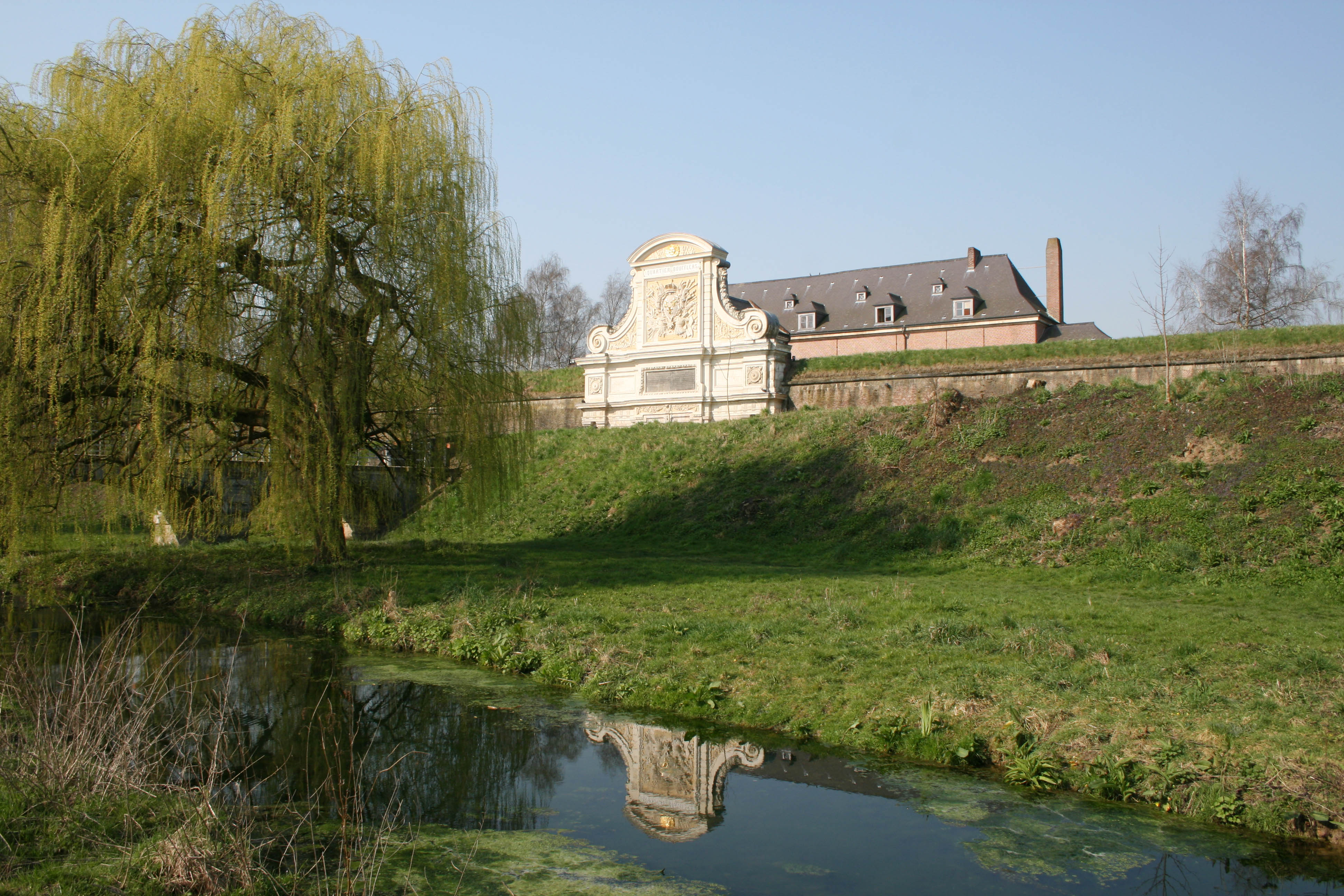
Die Kaserne Boufflers in der Zitadelle

Die Zitadelle Lille (französisch Citadelle de Lille) ist eine zwischen 1668 und 1671 nach Entwurf von Sébastien Le Prestre de Vauban angelegte bastionierte Festung. Sie wurde im Westen der durch die Esplanade von ihr getrennten Innenstadt von Lille in einem überschwemmbaren ehemaligen Moorgebiet an der Deûle nahe der heutigen Grenze zu Belgien in Frankreich errichtet.

## Geschichte
Die als Königin der Zitadellen (frz. reine des citadelles) bezeichnete Anlage in Form eines regelmäßigen Fünfecks wurde kurz nach der Einnahme der Stadt (1667) durch französische Truppen als Teil eines Verteidigungsgürtels entlang der französischen Nordostgrenze errichtet. Damals regierte Ludwig XIV. Baumeister Vaubans war Simon Vollant. Vauban wurde auch ihr erster Gouverneur. 
Während des Spanischen Erbfolgekriegs wurde die Zitadelle ab 29. Oktober 1708 von einer alliierten Armee unter Prinz Eugen von Savoyen belagert und kapitulierte am 8. Dezember.
Während des Ersten Koalitionskriegs wurde die Festung ab dem 29. September 1792 durch die Österreicher belagert, welche die Bombardierung aber bereits am 6. Oktober einstellten und sich zurückzogen.
Im Ersten Weltkrieg wurde Lille am 24. August 1914 zur offenen Stadt erklärt. Auch die Festung wurde somit nicht verteidigt und am 4. Oktober von deutschen Truppen besetzt.
1934 wurde die Zitadelle als Monument historique klassifiziert.
Im Zweiten Weltkrieg kapitulierte die Zitadelle zu Ende der Kämpfe um den Kessel von Lille am 31. Mai 1940 und wurde von deutschen Truppen besetzt.
Das 2005 gegründete Rapid Reaction Corps France (eine schnelle Eingreiftruppe) hat seinen Sitz in der Zitadelle.
In einem der Wehrgräben befindet sich der Gedenkort für den wegen Spionage im Ersten Weltkrieg vom deutschen Militär hingerichteten Léon Trulin.

## Anlage

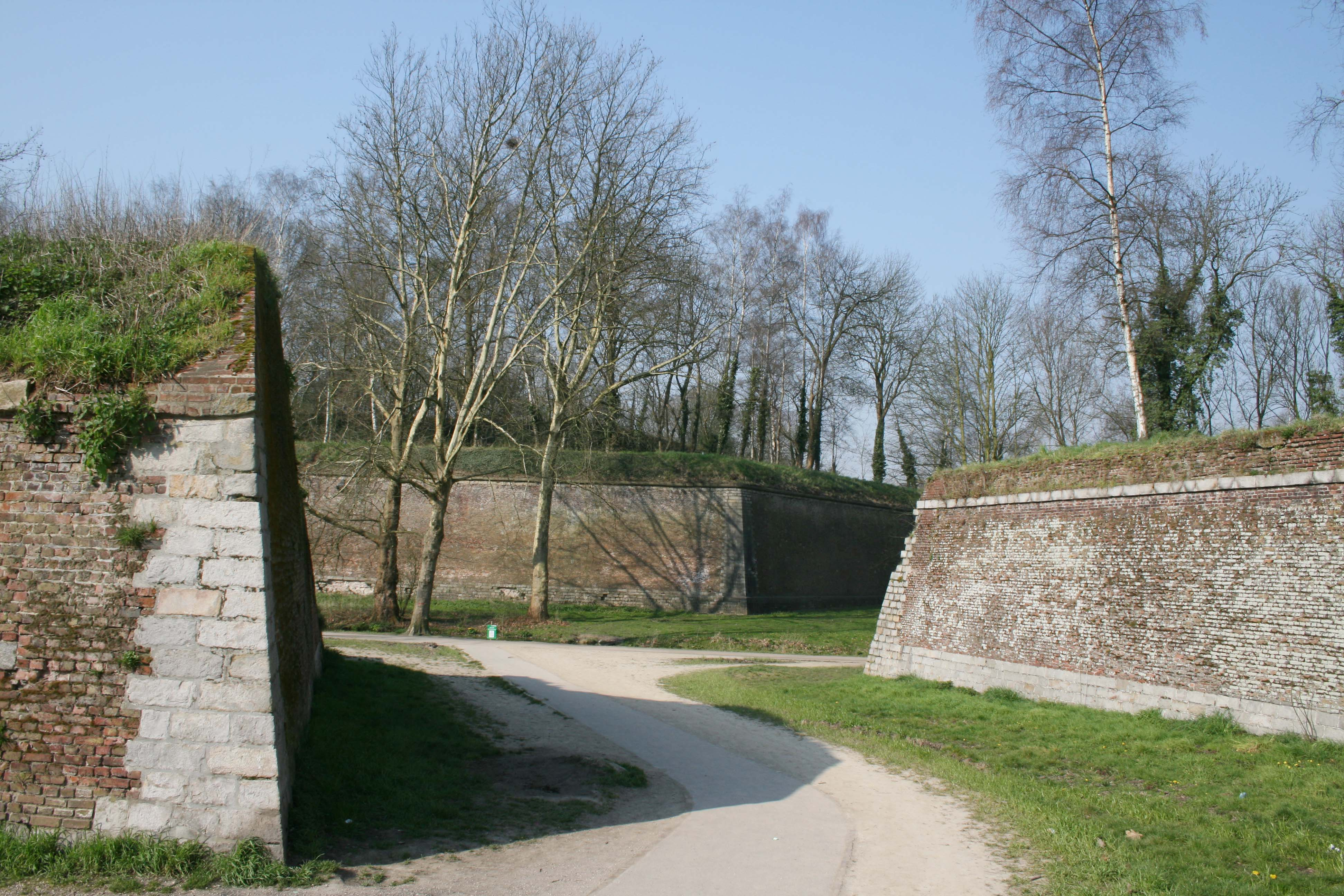
Graben der Zitadelle

Die Zitadelle besitzt die fünf Bastionen Anjou, La Reine, Turenne, Le Dauphin und Le Roi, die sich gegenseitig Deckung geben können. Ihre Außenmauern waren früher von einem Schützenumlauf und Wachtürmen bekrönt. Der Zugang erfolgt über die Porte Royale mit einer Zugbrücke und einer ehemals den Sonnenkönig Ludwig XIV. verherrlichenden Inschrift, und durch die Porte Dauphine im Südwesten. In der Zitadelle sind die Gebäude um den fünfeckigen Waffenplatz angeordnet: Kirche, Kommandeurs- und Gouverneurs-, Offiziersgebäude und Mannschaftskasernen (erstmals in Frankreich), Arsenal, Pulverdepot. Die im Jesuitenstil errichtete Kapelle ist mit einer Holztonne überwölbt, umgeben von einem flutbaren (Schleusen-)Vorfeld.

## Film
- Stan Neumann: Baukunst – Die Zitadelle von Lille. Frankreich, 2011, 26 Min. (Dokumentation mit anschaulichen Animationen des Aufbaus und der Funktion der Festungsteile; dt./frz.)

## Modell
Nach dem Deutsch-Französischen Krieg 1871 wurden 19 der Pariser Vauban-Modelle in das Berliner Zeughaus gebracht. Die meisten dieser Modelle wurden zerstört, als das Zeughaus gegen Ende des Zweiten Weltkriegs bei Luftangriffen schwer beschädigt wurde und teilweise ausbrannte. Das Modell der Zitadelle Lille blieb unbeschädigt.